# 御堂村
御堂村（みどうむら）は、昭和30年（1955年）まで岩手県岩手郡の北部に存在していた村。現在の岩手町御堂・五日市・久保・子抱・大坊などの各地区にあたる。

## 沿革
- 明治22年（1889年）4月1日 - 町村制施行にともない、御堂村・五日市村・久保村・子抱村・大坊村の計5か村および沼宮内村と江刈内村の一部が合併して新制の北岩手郡御堂村が発足。
- 1897年（明治30年）4月1日 - 郡の統合により北岩手郡と南岩手郡が合併し、岩手郡が復活[1]。岩手郡御堂村となる。
- 昭和30年（1955年）7月21日 - 沼宮内町・一方井村・川口村と合併し、岩手町となる。

## 行政

### 歴代村長
| 代 | 氏名       | 就任                       | 退任                      | 備考 |
| -- | ---------- | -------------------------- | ------------------------- | ---- |
| 1  | 帷子栄助   | 明治22年（1889年）5月20日  |                           |      |
| 2  | 稲村大次郎 | 明治28年（1895年）3月30日  |                           |      |
| 3  | 栃内秀也   | 明治36年（1903年）9月1日   |                           |      |
| 4  | 山尾軍平   | 大正元年（1912年）12月7日  |                           |      |
| 5  | 上野広成   | 大正7年（1918年）6月3日    |                           |      |
| 6  | 藤田広     | 大正11年（1922年）11月29日 |                           |      |
| 7  | 柴田大次郎 | 昭和3年（1928年）6月19日   |                           |      |
| 8  | 田村栄太郎 | 昭和5年（1930年）3月22日   |                           |      |
| 9  | 大沢六郎   | 昭和11年（1936年）2月9日   |                           |      |
| 10 | 田村栄太郎 | 昭和15年（1940年）4月11日  |                           | 再任 |
| 11 | 内藤直造   | 昭和23年（1948年）4月6日   | 昭和30年（1955年）7月20日 |      |

## 交通

### 鉄道
- 国鉄東北本線 - 駅なし
合併後の昭和36年（1961年）4月15日、御堂信号場が駅に昇格して御堂駅が開業した。